# Rumba (canción)
«Rumba» es el primer sencillo del sexto álbum de estudio de la cantante mexicana Anahí titulado Inesperado. El sencillo es una colaboración con el cantante boricua Wisin, quien fue el escritor y productor del tema. Musicalmente, «Rumba» tiene ritmos urbanos e influencias en el reguetón y pop latino.
El sencillo fue lanzado el 10 de julio de 2015 en las radios y lanzado el 24 de julio de 2015 a través de descarga digital.
La intérprete publicó el video musical del sencillo el 27 de agosto de 2015, y estuvo dirigido por Jessy Terrero. Para promocionar el tema, Anahí lo interpretó junto a Wisin en la duodécima entrega de Premios Juventud de 2015.
«Rumba» recibió reseñas positivas por parte de los críticos, que elogiaron su regreso a la música con nuevos géneros musicales. El sencillo logró el número uno en la lista Billboard Tropical Airplay, convirtiéndose en el primer sencillo número uno de Anahí en los Estados Unidos.

## Antecedentes y producción

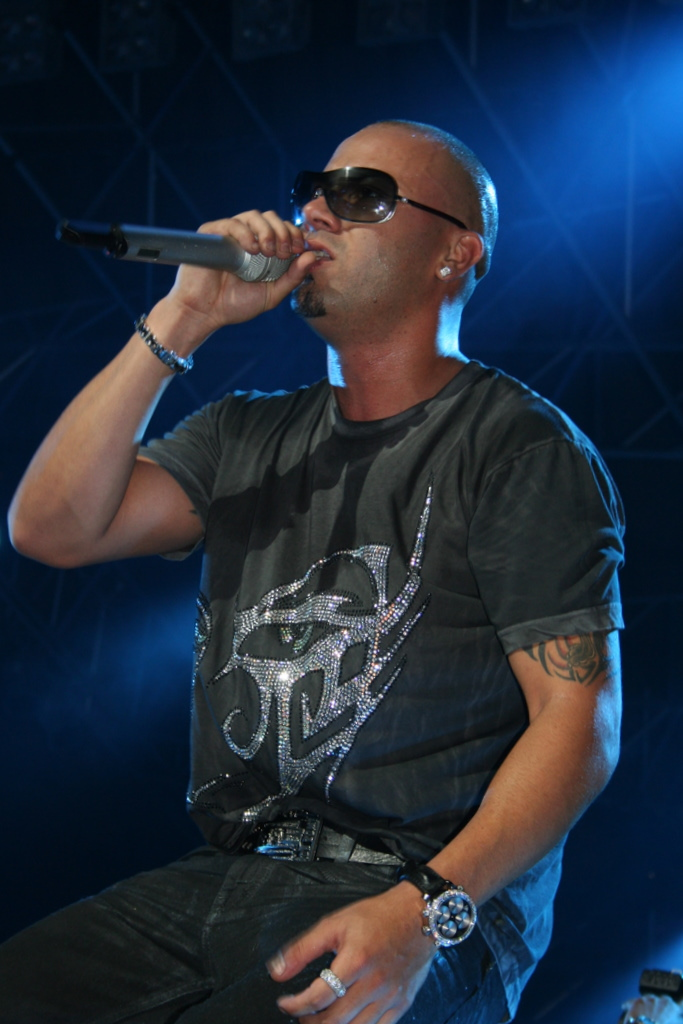
La producción estuvo a cargo del cantante boricuo Wisin.

Previamente, el 25 de mayo de 2015, la cantante lanzó «Están ahí», sencillo promocional en agradecimiento a sus fanáticos. Días después compartió imágenes en el estudio de grabación. El 2 de julio de 2015 se dio a conocer la portada de Anahí para la revista estadounidense Para todos, donde la cantante anunció que se venían sorpresas en el ámbito musical.
El 10 de julio de 2015, Anahí anunció durante una conferencia de prensa, el lanzamiento del primer sencillo de su sexto álbum. El sencillo fue escrito y producido por Wisin. Si bien la grabación fue realizada en México, la producción del sencillo se llevó a cabo en Puerto Rico. Durante una serie de entrevistas, la cantante explicó que el álbum será lanzado en el mes de octubre.

## Recepción

### Crítica
El sencillo recibió una buena aceptación por parte de la crítica, Gustavo Adolfo Infante del periódico Excélsior comentó al respecto «Anahí regresa recargada a los escenarios y lo hace de la mano de Wisin con el tema Rumba, el cual ya tuve oportunidad de escuchar y está maravilloso, muy bailable y estoy seguro que será un éxito». A su vez, Alejandra Torales de la revista mexicana Quien comentó sobre su regreso a los escenarios al expresar «Más sexy que nunca, súper divertida y con toda la actitud, la esposa de Manuel Velasco cumplió lo que prometió hace unos meses: continuar con su carrera como artista». El sitio web de la cadena de televisión Telemundo argumentó que el tema esta «lleno de energía, fuerza y poder». El sitio web de la revista musical Billboard expresó que fue una de las presentaciones más memorables de Premios Juventud con su nuevo sencillo, al cual consideró un «gran regreso». Jessica Lucía Roiz del sitio web Latin Times aseguró que el sencillo está destinado a ser la canción del verano y argumentó que es una canción llena de energía y poder.
El diario El Informador argumentó que el nuevo sencillo de la cantante «ya suena en todas las radios de Latinoamérica y cuenta con la colaboración de Wisin, uno de los máximos exponentes del género urbano a nivel mundial», agregando que «es un tema lleno de energía, fuerza y poder». El sitio web Hola Ciudad! reseño que el sencillo es una canción es la combinación perfecta para el éxito, agregando que «con este nuevo lanzamiento Anahí demuestra una vez más porque continúa siendo una de las artistas más relevantes y destacadas de la música latina».

### Desempeño comercial
El 24 de julio de 2015, se lanzó a la venta el sencillo a través de descarga digital y logró posicionarse en el primer puesto de ventas en Brasil, convirtiéndose en la primera mexicana en tener dos canciones, junto con «Están ahí», en dicho puesto en este país. La canción alcanzó también el primer puesto en ventas digitales en Honduras y República Dominicana.
El sencillo debutó en el número ocho de la lista Billboard Latin Pop Digital Songs, en el número treinta del Billboard Latin Songs y en el número treinta y seis del Billboard Tropical Airplay en Estados Unidos. Luego de ocho semanas en la lista, el sencillo alcanzó el primer puesto del Billboard Tropical Airplay. Finalmente, el sencillo logró ingresar a la lista de Billboard Latin Pop Songs en el puesto treinta y siete, alcanzando el puesto treinta y tres a su tercera semana y el puesto treinta y dos a su quinta semana. En México el sencillo debutó en el puesto veinte del Billboard Mexico Español Airplay, llegando al número diecisiete en su tercera semana, alcanzando el puesto trece a la semana siguiente y finalmente alcanzó al octavo puesto a su undécima semana. En las listas de Monitor Latino alcanzó el cuarto puesto en el top pop y el puesto dieciséis del top general.
En América del Sur, el sencillo logró entrar en las listas top 40 latino y top 100 de Record Report de Venezuela. De esta manera, se convirtió en el primer sencillo de la cantante en ingresar en dicho chart. En Ecuador, el sencillo logró el primer puesto del top 100 nacional en la lista de Airplay Ecuador.

## Presentaciones en vivo
El 16 de julio de 2015, Anahí interpretó junto a Wisin por primera vez, en la duodécima entrega de los Premios Juventud. La cantante cerró la premiación.

## Lista de canciones
- Descarga digital

| Rumba (feat. Wisin) — Single |         |          |  |
| N.º                          | Título  | Duración |  |
| 1.                           | «Rumba» | 3:14     |  |

## Video musical

### Desarrollo y lanzamiento
El video musical comenzó a filmarse el 17 de julio de 2015 en Miami, Florida. La filmación duró alrededor de doce horas y la dirección estuvo a cargo de Jessy Terrero. La coreografía estuvo a cargo de Tanisha Scott y se trabajó con una gran cantidad de bailarines, pirotecnia y fuego.

Me siento tan feliz, porque la rumba llegó a todos lados, estamos de verdad haciendo un trabajo buenísimo con Wisin, con toda su gente.
Anahí sobre el video del sencillo.

El 25 de agosto de 2015 se comenzó a mostrar los primeros adelantos del video musical. El video musical se estrenó el 27 de agosto de 2015 en Ritmoson latino y el 28 de agosto de 2015 en su cuenta oficial en Vevo. Solo unas horas luego del estreno, el video musical se convirtió en el número uno en ventas a través de descarga digital.

## Posicionamiento

### Semanales
| País           | Chart           | Lista                    | Mejor posición |
| 2015           | 2015            | 2015                     | 2015           |
| -------------- | --------------- | ------------------------ | -------------- |
| Estados Unidos | Monitor Latino  | Top pop/AC               | 19             |
| Estados Unidos | Monitor Latino  | Hot Songs Pop Rhythmic   | 3              |
| Estados Unidos | Billboard       | Latin Pop Songs          | 32             |
| Estados Unidos | Billboard       | Latin Rhythm Airplay     | 23             |
| Estados Unidos | Billboard       | Latin Pop Digital Songs  | 8              |
| Estados Unidos | Billboard       | Latin Digital Songs      | 30             |
| Estados Unidos | Billboard       | Tropical Airplay         | 1              |
| Estados Unidos | Billboard       | Twitter top tracks       | 17             |
| México         | Billboard       | México Español Airplay   | 8              |
| México         | Billboard       | México Airplay           | 34             |
| México         | Monitor Latino  | Hot Songs Pop            | 3              |
| México         | Monitor Latino  | Top pop tocadas          | 4              |
| México         | Monitor Latino  | Top pop audiencia        | 7              |
| México         | Monitor Latino  | Top general tocadas      | 16             |
| México         | Amprofon        | Top 150 stream           | 141            |
| Venezuela      | Record Report   | Top 40 Latino            | 5              |
| Venezuela      | Record Report   | Top 100                  | 15             |
| Venezuela      | Record Report   | Top multimedia           | 1              |
| Ecuador        | Airplay Ecuador | Top 100 nacional general | 1              |
| Ecuador        | Airplay Ecuador | Top 30 género latino     | 1              |

### Anuales
| País      | Chart          | Lista                | Mejor posición |
| 2015      | 2015           | 2015                 | 2015           |
| --------- | -------------- | -------------------- | -------------- |
| México    | Monitor Latino | Top pop anual        | 17             |
| Venezuela | Record Report  | Top multimedia anual | 1              |
| 2016      |                |                      |                |
| Venezuela | Monitor Latino | Top pop anual        | 88             |

## Certificaciones
| País   | Organismo certificador | Certificación | Ventas certificadas | Ref    |
| ------ | ---------------------- | ------------- | ------------------- | ------ |
| Brasil | Pro-Música Brasil      | Oro           | 30 000              | [ 76 ] |

## Premios y nominaciones
| Año  | Ceremonia          | Categoría                                              | Resultado | Ref.                 |
| ---- | ------------------ | ------------------------------------------------------ | --------- | -------------------- |
| 2016 | Premios Febre Teen | Melhor clipe internacional (Mejor video internacional) | Ganadora  | [ 77 ] [ 78 ] [ 79 ] |
| 2016 | Premios Juventud   | La combinación perfecta                                | Nominada  | [ 80 ] [ 81 ]        |
| 2016 | Premios Juventud   | La más pegajosa                                        | Nominada  | [ 80 ] [ 81 ]        |

## Historial de lanzamiento
| Región | Fecha               | Formato          | Discográfica    |
| ------ | ------------------- | ---------------- | --------------- |
| Mundo  | 10 de julio de 2015 | Radio Premier    | Universal Music |
| Mundo  | 24 de julio de 2015 | Descarga digital | Universal Music |